# Kaskus
Kaskus (od słowa kasak-kusuk – „wywieranie nacisku”) – indonezyjski serwis społecznościowy. Portal składa się przede wszystkim z forum dyskusyjnego, a oprócz tego udostępnia platformę ogłoszeniową i sprzedażową.
Bywa porównywany do amerykańskiego Reddita. Według publikacji Netizenship, Activism and Online Community Transformation in Indonesia jest to największa sieć społecznościowa w Azji Południowo-Wschodniej. W 2014 roku liczył ponad 7,8 mln użytkowników, a w 2017 roku obsługiwał 10 mln wizyt dziennie.
Został założony w 1999 roku przez trzech studentów, a z czasem stał się jedną z najpopularniejszych tego typu witryn w Indonezji, obok Facebooka i YouTube’a. Indonezyjskie wydanie „PC Magazine” zaliczyło Kaskus do najlepszych serwisów roku 2005. W raporcie z 2011 roku odnotowano, że znajduje się wśród dziesięciu najchętniej odwiedzanych serwisów w kraju (jako jedyna platforma lokalna). W grudniu 2020 r. portal był 46. stroną WWW w Indonezji pod względem popularności (według danych Alexa Internet).
Wśród społeczności serwisu rozwinęły się specyficzne formy językowe (w tym odrębne zaimki 1. i 2. os. l. poj.) oraz emoji, które były przedmiotem badań naukowych.
Początkowo był jedynie forum internetowym obsługiwanym z poziomu przeglądarki, a ostatecznie przekształcił się w rozwinięty portal, dostępny również poprzez aplikacje mobilne.